# Zhou Xiuhua
Zhou Xiuhua (en chino: 周秀華; 8 de diciembre de 1966) es una deportista china que compitió en remo.
Participó en los Juegos Olímpicos de Seúl 1988, obteniendo una medalla de bronce en la prueba de ocho con timonel. Ganó una medalla de bronce en el Campeonato Mundial de Remo de 1989, en la misma prueba.

## Palmarés internacional
| Juegos Olímpicos   | Juegos Olímpicos     | Juegos Olímpicos  | Juegos Olímpicos |
| Año                | Lugar                | Medalla           | Prueba           |
| ------------------ | -------------------- | ----------------- | ---------------- |
| 1988               | Seúl (Corea del Sur) | Medalla de bronce | Ocho con timonel |
| Campeonato Mundial |                      |                   |                  |
| Año                | Lugar                | Medalla           | Prueba           |
| 1989               | Bled (Yugoslavia)    | Medalla de bronce | Ocho con timonel |